# Амбіте
Амбіте (ісп. Ambite) — муніципалітет в Іспанії, у складі автономної спільноти Мадрид. Населення — 556 осіб (2010).
Муніципалітет розташований на відстані близько 45 км на схід від Мадрида.
На території муніципалітету розташовані такі населені пункти: (дані про населення за 2010 рік)
- Амбіте: 406 осіб
- Сьєрра-де-Тахунья: 131 особа
- Вальдеалькала: 5 осіб
- Пенья-Амбіте: 0 осіб
- Вальдемера: 0 осіб
- Ла-Вега: 14 осіб

## Демографія
Динаміка населення (INE ):

## Галерея зображень

Розташування муніципалітету у автономній спільноті Мадрид